# Wightman Cup

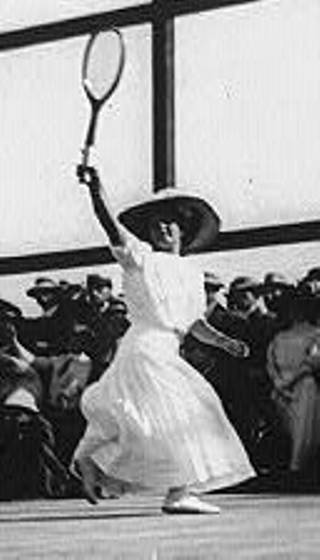
Hazel Hotchkiss Wightman, fundadora de la Wightman Cup.

La Wightman Cup (Copa Wightman) fue creada por el tenista estadounidense y ganadora del Abierto de Estados Unidos, Hazel Hotchkiss Wightman (1886–1974). La copa la disputaron entre 1923 y 1989 los equipos nacionales femeninos de tenis de los Estados Unidos y Reino Unido. La copa se jugó en los Estados Unidos en los años impares y en Reino Unido en los años pares.
Debido a la superioridad de los Estados Unidos en la década de los años 1980 la Wightman Cup dejó de disputarse en 1990.

## Vencedores
| Año        | Sede                                   | Vencedor       | Resultado |
| ---------- | -------------------------------------- | -------------- | --------- |
| 1923       | Forest Hills, Nueva York               | Estados Unidos | 7:0       |
| 1924       | Wimbledon, Inglaterra                  | Reino Unido    | 6:1       |
| 1925       | Forest Hills, Nueva York               | Reino Unido    | 4:3       |
| 1926       | Wimbledon, Inglaterra                  | Estados Unidos | 4:3       |
| 1927       | Forest Hills, Nueva York               | Estados Unidos | 5:2       |
| 1928       | Wimbledon, Inglaterra                  | Reino Unido    | 4:3       |
| 1929       | Forest Hills, Nueva York               | Estados Unidos | 4:3       |
| 1930       | Wimbledon, Inglaterra                  | Reino Unido    | 4:3       |
| 1931       | Forest Hills, Nueva York               | Estados Unidos | 5:2       |
| 1932       | Wimbledon, Inglaterra                  | Estados Unidos | 4:3       |
| 1933       | Forest Hills, Nueva York               | Estados Unidos | 4:3       |
| 1934       | Wimbledon, Inglaterra                  | Estados Unidos | 5:2       |
| 1935       | Forest Hills, Nueva York               | Estados Unidos | 4:3       |
| 1936       | Wimbledon, Inglaterra                  | Estados Unidos | 4:3       |
| 1937       | Forest Hills, Nueva York               | Estados Unidos | 6:1       |
| 1938       | Wimbledon, Inglaterra                  | Estados Unidos | 5:2       |
| 1939       | Forest Hills, Nueva York               | Estados Unidos | 5:2       |
| 1940– 1945 | No se celebró (Segunda Guerra Mundial) |                |           |
| 1946       | Wimbledon, Inglaterra                  | Estados Unidos | 7:0       |
| 1947       | Forest Hills, Nueva York               | Estados Unidos | 7:0       |
| 1948       | Wimbledon, Inglaterra                  | Estados Unidos | 6:1       |
| 1949       | Haverford, Pensilvania                 | Estados Unidos | 7:0       |
| 1950       | Wimbledon, Inglaterra                  | Estados Unidos | 7:0       |
| 1951       | Chestnut Hill                          | Estados Unidos | 6:1       |
| 1952       | Wimbledon, Inglaterra                  | Estados Unidos | 7:0       |
| 1953       | Rye, Nueva York                        | Estados Unidos | 7:0       |
| 1954       | Wimbledon, Inglaterra                  | Estados Unidos | 6:0       |
| 1955       | Rye, Nueva York                        | Estados Unidos | 6:1       |
| 1956       | Wimbledon, Inglaterra                  | Estados Unidos | 5:2       |
| 1957       | Sewickley, Pensilvania                 | Estados Unidos | 6:1       |
| 1958       | Wimbledon, Inglaterra                  | Reino Unido    | 4:3       |
| 1959       | Sewickley, Pensilvania                 | Estados Unidos | 6:1       |
| 1960       | Wimbledon, Inglaterra                  | Reino Unido    | 4:3       |
| 1961       | Chicago, Illinois                      | Estados Unidos | 6:1       |
| 1962       | Wimbledon, Inglaterra                  | Estados Unidos | 4:3       |
| 1963       | Cleveland, Ohio                        | Estados Unidos | 6:1       |
| 1964       | Wimbledon, Inglaterra                  | Estados Unidos | 5:2       |
| 1965       | Cleveland, Ohio                        | Estados Unidos | 5:2       |
| 1966       | Wimbledon, Inglaterra                  | Estados Unidos | 4:3       |
| 1967       | Cleveland, Ohio                        | Estados Unidos | 6:1       |
| 1968       | Wimbledon, Inglaterra                  | Reino Unido    | 4:3       |
| 1969       | Cleveland, Ohio                        | Estados Unidos | 5:2       |
| 1970       | Wimbledon, Inglaterra                  | Estados Unidos | 4:3       |
| 1971       | Cleveland, Ohio                        | Estados Unidos | 4:3       |
| 1972       | Wimbledon, Inglaterra                  | Estados Unidos | 5:2       |
| 1973       | Brookline, Massachusetts               | Estados Unidos | 5:2       |
| 1974       | Queensferry, Gales                     | Reino Unido    | 6:1       |
| 1975       | Cleveland, Ohio                        | Reino Unido    | 5:2       |
| 1976       | Wimbledon, Inglaterra                  | Estados Unidos | 5:2       |
| 1977       | Oakland                                | Estados Unidos | 7:0       |
| 1978       | Royal Albert Hall, Londres, Inglaterra | Reino Unido    | 4:3       |
| 1979       | West Palm Beach                        | Estados Unidos | 7:0       |
| 1980       | Royal Albert Hall, Londres, Inglaterra | Estados Unidos | 5:2       |
| 1981       | Chicago, Illinois                      | Estados Unidos | 7:0       |
| 1982       | Londres, Inglaterra                    | Estados Unidos | 6:1       |
| 1983       | Williamsburg, Virginia                 | Estados Unidos | 6:1       |
| 1984       | Royal Albert Hall, Londres, Inglaterra | Estados Unidos | 5:2       |
| 1985       | Williamsburg, Virginia                 | Estados Unidos | 7.0       |
| 1986       | Royal Albert Hall, Londres, Inglaterra | Estados Unidos | 7:0       |
| 1987       | Williamsburg, Virginia                 | Estados Unidos | 5:2       |
| 1988       | Londres, Inglaterra                    | Estados Unidos | 7:0       |
| 1989       | Williamsburg, Virginia                 | Estados Unidos | 7:0       |